# Tratado de Defensa Mutua entre los Estados Unidos y la República de China
El Tratado de Defensa Mutua entre los Estados Unidos de América y la República de China, fue un pacto de defensa firmado entre los Estados Unidos y la República de China (ROC) a partir de 1955 hasta 2056. Estaba destinado a defender la isla de Taiwán ante las amenazas de invasión desde la República Popular China (PPC). Parte de su contenido se transfirió a la Ley de Relaciones de Taiwán de 1979.
El tratado defendía a Taipéi como la «única y verdadera China» aunque no buscaba respaldar las aspiraciones irrendentistas del gobierno del Kuomintang para recuperar el control mediante el uso de la fuerza militar de la China continental, ya que desde el masivo éxodo de 1949 a finales de la guerra civil china, el control efectivo de la ROC se limitaba a Taiwán y otras islas menores adyacentes. 

## Antecedentes
En el contexto de la confrontación de la Guerra Fría entre los países capitalistas y los países comunistas en todo el mundo, el Acuerdo de defensa mutua entre EE. UU. y ROC tenía como objetivo proteger la isla de Taiwán de un posible desembarco del Ejército Popular de Liberación por órdenes del nuevo gobierno del PCCh instalado en Pekín desde 1949.
En lugar de adoptar un enfoque multilateral para las alianzas y los tratados en el Asia oriental, como se había hecho en Europa con la OTAN, EE. UU. optó por un enfoque bilateral con sus aliados asiáticos (Filipinas, Japón, Corea del Sur y Taiwán), conocido como sistema de San Francisco o sistema hubs-and-spokes. Debido a que la política en el continente asiático varió de democracias liberales a dictaduras anticomunistas, sería difícil encontrar una base para las relaciones multilaterales derivadas de valores compartidos. Además, no se percibía que los países de Asia enfrentaran una sola amenaza, a diferencia de Europa occidental de la Unión Soviética. Por lo tanto, se consideró más beneficioso entablar relaciones bilaterales.
El tratado fue firmado el 2 de diciembre de 1954 en Washington D. C. y entró en vigor el 3 de marzo de 1955.
El tratado apoyó a la República de China en la afirmación de la legitimidad como el único gobierno de toda China continental hasta principios de la década de 1970. Durante la Guerra Fría, el tratado también ayudó a los políticos estadounidenses a dar forma a la política de contención (containment) en el este de Asia junto con Corea del Sur y Japón contra la posible propagación del comunismo.

## Obligaciones

La insignia del Comando de Defensa de Taiwán de los Estados Unidos (USTDC, 1955-1979).

La insignia del Grupo Asesor de Asistencia Militar (MAAG) de Taiwán (1951-1979)

El tratado consta de diez artículos principales. El contenido del tratado incluía la disposición de que si un país era atacado, el otro ayudaría y proporcionaría apoyo militar.
El tratado se limitó en su aplicación a la defensa de las islas de Tawán y los Pescadores únicamente. Kinmen y Matsu no estaban protegidos por este tratado ya que se encontraban a poca distancia de las costas de la RPC. Por lo tanto, EE. UU. se mantuvo al margen durante la Segunda Crisis del Estrecho de Taiwán. El tratado también disuadió a la República de China de iniciar cualquier acción militar contra China continental, ya que solo se incluyeron Taiwán y Pescadores y no se apoyaron las acciones militares unilaterales.
Desde el punto de vista del Senado de los Estados Unidos, junto con la ratificación del MDT, un informe emitido el 8 de febrero de 1955 por el Comité de Relaciones Exteriores del Senado de los Estados Unidos especificó: "Es la opinión del comité que la entrada en vigor del presente tratado no modificará ni afectará el estatus legal existente de Formosa y los Pescadores.”
Para evitar cualquier posibilidad de malentendidos sobre este aspecto del tratado, el comité decidió que sería útil incluir en este informe la siguiente declaración:
Es entendimiento del Senado que nada en el tratado se interpretará como que afecta o modifica el estado legal o la soberanía de los territorios a los que se aplica.

## Impacto
- La relación entre los Estados Unidos y la Unión Soviética se vieron aliviadas, ya que Washington no apoyaría un "contraataque en el continente" y Moscú veía estabilizada su frontera oriental. Las Fuerzas Armadas de la República de China continuaron teniendo escaramuzas por las tropas del Ejército Popular de Liberación en pequeña escala, con más derrotas y menos victoria. Como resultado, el Ejército Nacional desmoralizado se perdió tres oportunidades principales de recuperar el control continental ante momentos de caos y turbulencia que vivió el régimen del PPCh (el gran salto adelante en 1958, la guerra sino-india en 1962, y la revolución cultural en 1966), sofocando completamente las aspiraciones de Taipéi de retomar China continental.

- Los beneficios de este tratado no se limitaban a Taiwán y los Estados Unidos, sino que se extienden a todo el Pacífico occidental, que es ligeramente diferente de las alianzas militares que Estados Unidos mantenía con Japón y Filipinas.

- El espíritu básico de este tratado es anticomunista. No solo asiste en defensa de Taiwán en la fuerza militar, sino que también evita que los movimientos de extrema izquierda autóctonos o ideas favorables al PPCh se infiltrara en la República de China.

- El Tratado estipula que, además de la autodefensa, las acciones militares tomadas por la República de China en Taiwán contra China continental también deben cumplir con las restricciones acordadas por los Estados Unidos. Truman restauró la política de neutralidad a través del estrecho de Formosa hasta cierto punto.

- Evitar que la RPC ataque Taiwán y establezca la situación de la división a largo plazo de ambos lados del estrecho de Taiwán. Las tropas de las Fuerzas Armadas de los Estados Unidos estacionadas en la isla de Taiwán tienen la función de establecer la seguridad militar para garantizar el desarrollo de Taiwán y mantener la paz entre ambas Chinas.

- La naturaleza de este Tratado incluye el bienestar político, militar, económico y social, y es un tratado multiuso.

## Finalización
Aunque el tratado no tenía límite de tiempo, el artículo 10 del tratado estipulaba que cualquiera de las partes puede rescindir el tratado un año después de notificar a la otra parte. En consecuencia, el tratado finalizó el 1 de enero de 1980, un año después de que Estados Unidos estableciera relaciones diplomáticas con la República Popular China el 1 de enero de 1979.
La autoridad del presidente Jimmy Carter para anular unilateralmente un tratado, en este caso el Tratado de Defensa Mutua entre su país y Taiwán, fue el tema del caso de la Corte Suprema Goldwater v. Carter, permitiéndole así proceder.

## Sucesor
Poco después del reconocimiento de los Estados Unidos a la República Popular de China como la «verdadera China», el Congreso de los Estados Unidos aprobó la Ley de Relaciones con Taiwán. Algunos de los contenidos del tratado de defensa mutua sobreviven en la Ley; Por ejemplo, la definición de "Taiwán". Sin embargo, se queda menos que prometedor asistencia militar directa de Taiwán en caso de una invasión.